# Xiandai hanyu cidian
Le Xiàndài hànyǔ cídiǎn (现代汉语词典, littéralement Dictionnaire chinois contemporain) est un dictionnaire de mandarin standard de Commercial Press (商務印書館) publié en 1978 et réédité plusieurs fois. Sa 7e édition a été publiée en 2016 et contient 70 000 entrées.